# Manuela Mucke
Manuela Mucke (30 gennaio 1975) è una canoista tedesca.
Ha vinto due titoli olimpici nel K4 500 m ad Atlanta 1996 e a Sydney 2000. Inoltre nel suo palmarès sono presenti numerosi podi mondiali.

## Palmarès
- Olimpiadi

Atlanta 1996: oro nel K4 500 m.
Sydney 2000: oro nel K4 500 m.
- Mondiali

1995: oro nel K4 500 m e argento nel K4 200 m.
1997: oro nel K4 200 m.
1998: oro nel K4 500 m.
1999: argento nel K2 1000 m e K4 500 m.
2001: oro nel K2 1000 m e argento nel K4 500 m.
2002: argento nel K2 1000 m, K2 500 m e K4 500 m, bronzo nel K4 200 m.
2003: argento nel K2 1000 m.
- Campionati europei di canoa/kayak sprint

Poznań 2000: oro nel K4 500m, argento nel K4 200m e bronzo nel K1 1000m.
Milano 2001: oro nel K2 1000m e argento nel K4 500m.
Seghedino 2002: bronzo nel K2 1000m.